# Obstfelderpriset
Obstfelderpriset (norska Obstfelderprisen) är ett norskt litterärt pris instiftat av Stavanger kommun tillsammans med oljeföretaget BP Norway. Priset ska tillfalla ett lyriskt författarskap av hög litterär kvalitet. Pristagaren skall vara från ett av de nordiska länderna. Priset delas ut vartannat år och är på 50 000 norska kronor och ett grafiskt blad. 1999 drog sig BP Norway ur som sponsor. Stavanger bibliotek försöker att skaffa en ny sponsor. Priset har därför inte delats ut sedan 1997.

## Pristagare
- 1993 – Tor Ulven
- 1995 – Ulf Eriksson
- 1997 – Gro Dahle